# Kazimierz Sokołowski (polityk)
Kazimierz Andrzej Sokołowski (ur. 2 marca 1901, zm. 8 stycznia 1988) – polski działacz państwowy i ekonomista, nauczyciel akademicki, uczestnik II wojny światowej, podsekretarz stanu w Ministerstwie Aprowizacji i Handlu (1945–1947) i Ministerstwie Aprowizacji (1947), wiceprezes Centralnego Urzędu Planowania (1947–1949).

## Życiorys
Syn Karola i Zofii. W 1924 ukończył studia na Wydziale Prawa Uniwersytetu Warszawskiego, w 1959 doktoryzował się w zakresie ekonomii w Szkole Głównej Planowania i Statystyki. Od 1921 do 1927 pracował w Głównym Urzędzie Statystycznym, potem do 1928 w Spółdzielni Spożywców „Społem”. Pomiędzy 1928 a 1934 referent i radca w Ministerstwie Skarbu i Biurze Ekonomicznym Prezesa Rady Ministrów, następnie do 1939 naczelnik wydziału w Ministerstwie Przemysłu i Handlu. W latach 30. działał w Klubie Gospodarki Narodowej, wchodził w skład kolegium redakcyjnego „Gospodarki Narodowej”.
Podczas II wojny światowej ochotnik w 1 Dywizji Grenadierów w ramach Wojska Polskiego we Francji, został ranny podczas kampanii lotaryńskiej i do 1941 przebywał w niemieckim obozie jenieckim. Po powrocie do Warszawy i wybuchu powstania warszawskiego zgłosił się do organizacji bojowej Polskiej Partii Socjalistycznej. Otrzymał przydział do grupy rezerwowej i przyjął pseudonim „Falk”. Nocą z 31 sierpnia na 1 września 1944 przeszedł kanałami na Śródmieście. Po kapitulacji powstania otrzymał legitymację kaprala podchorążego Zgrupowania „Chrobry II” Armii Krajowej celem uniknięcia wywózki na roboty przymusowe do Niemiec. W październiku 1944 poddał się Niemcom, został wywieziony do Stalagu 344, następnie w styczniu 1945 przeniesiony do Stalagu X B, gdzie doczekał wyzwolenia przez Brytyjczyków w kwietniu 1945.
Po wojnie wstąpił do Polskiej Partii Socjalistycznej, w 1949 wraz z nią przystąpił do Polskiej Zjednoczonej Partii Robotniczej. Od lipca 1945 do września 1947 zajmował stanowisko podsekretarza stanu w Ministerstwie Aprowizacji i Handlu (przekształconym w marcu 1947 Ministerstwo Aprowizacji), po czym od września 1947 do lutego 1949 pozostawał wiceprezesem Centralnego Urzędu Planowania (zlikwidowanego w tym samym roku ze względu na zdominowanie przez środowisko działaczy PPS i osoby bezpartyjne). Później był przewodniczącym Wojskowej Komisji Planowania Gospodarczego w Szczecinie (1949–1950) i kierownikiem redakcji w Polskim Wydawnictwie Ekonomicznym (1953–1955). Pracował jako wykładowca akademicki w Wyższej Szkole Ekonomicznej w Szczecinie (1949–1952), Wyższej Szkole Ekonomicznej w Łodzi (1952–1953), Zakładzie Nauk Ekonomicznych PAN (1956–1966) i Uniwersytecie Mikołaja Kopernika w Toruniu (1964–1971), a także ekspert ekonomiczny Organizacji Narodów Zjednoczonych (1966–1968).